# Елизаветовка (Марьинская городская община)
Елизаве́товка (укр. Єлизаветівка) — село на Украине, находится в Покровском районе Донецкой области.
Код КОАТУУ — 1423382501. Население по переписи 2001 года составляет 1380 человек. Телефонный код — 6278.

## Адрес местного совета
85651, Донецкая область, Марьинський р-н, с. Елизаветовка, ул. Радянська, 45б[обновить данные]

## История
В советское время село было центральной усадьбой колхоза «Октябрь» (основан в довоенное время под наименованием «Трудовая», в послевоенное время — имени Хрущёва, после укрупнения в 1950 году — колхоз «Октябрь») Марьинского района. Председателем этого колхоза с 1937 по 1969 года был дважды Герой Социалистического Труда Спиридон Ерофеевич Бешуля. В этом же колхозе трудились Герои Социалистического Труда агроном Григорий Степанович Григоренко и бригадир Каленик Иосифович Белецкий.
13 декабря 2024 года, в ходе боёв за Курахово, ВС РФ захватили село.